# Lars Nørholt
Lars Nørholt (født 15. juli 1971) stiftede lampevirksomheden Hesalight, der efter Dagbladet Børsens afsløringer tidligt i 2016 viste sig at være centrum i en af de værste erhvervsskandaler i nyere tid, hvor Danske Bank, PenSam, PensionDanmark og IKEA tilsammen havde tabt op til 750 millioner kroner på et obligationslån. Højesteret stadfæstede den 21. december 2020 Landsrettens tidligere dom på 7 års fængsel til Lars Nørholt for at have gjort sig skyldig i straffelovens bestemmelser om bedrageri, mandatsvig, momssvig, skyldnersvig og dokumentfalsk. Fængselsdommen matcher den som IT Factory-direktøren Stein Bagger modtog i 2009, og dommen blev stadfæstet i 2023.

## Sagens begyndelse
Skandalen i Hesalight begyndte i februar-marts 2016 med en serie artikler i Dagbladet Børsen som Hesalights advokat straks klagede over til Pressenævnet, der efterfølgende kritiserede artikelserien og pålagde Børsen at bringe et genmæle, hvilket avisen afslog. Et centralt forhold var at koncerner som A.P. Møller-Mærsk, Novo Nordisk og Arla afviste at have handlet med selskabet. De fremgik ellers som Hesalights nøglekunder, da selskabet udstedte obligationslån for 750 mio. kr. til Pensam, PensionDanmark, Danske Capital og Ikea.
Siden kom det frem, at direktør Lars Nørholt havde pyntet på sit CV, Erhvervsstyrelsen rejste tvivl om forretningsmodellen, og regnskaberne viste sig forkerte. Investorerne har i månedsvis forsøgt at komme ud af Hesalight, men uden held. Undervejs kom det frem at Nørholt tidligere har stået bag adskillige konkurser og han havde købt luksusboliger på Mallorca for over 100 millioner kroner. Sagen endte med at Erhvervsstyrelsen forkastede regnskaberne, Hesalight blev erklæret konkurs og Lars Nørholt blev sigtet af Bagmandspolitiet. Lars Nørholt blev den 10. februar 2017 erklæret personlig konkurs ved skifteretten i Roskilde, hvilket blev anket til Østre Landsret, der den 16. maj 2017 stadfæstede afgørelsen fra skifteretten. Den 7. juli 2017 blev hustruen Sanne Nørholt også taget under konkursbehandling efter en begæring indgivet den 12. juni 2017 af Henrik Selchau Poulsen.
I forbindelse med Hesalights konkurs oplyste kurator at de samlede tab blev opgjort til 807 millioner kroner og at årsagen til konkursen bl.a. skyldtes uretmæssige dispositioner foretaget af Lars Nørholt til egen fordel, herunder overførsler af betydelige millionbeløb fra selskabet til Lars Nørholt og hustruen Sanne Nørholt. Efter Hesalights konkurs blev det afdækket af Børsen, at Lars og Sanne Nørholt havde købt ejendomme på Mallorca for over 100 millioner kroner ved hjælp af lån hos det danske realkreditinstitut Nykredit. Derudover kom det frem at Lars Nørholt ulovligt havde brugt selskabets midler til bl.a. at betale en fest på Sørup Herregaard i Ringsted, en Mercedes A250 samt en Louis Vuitton-kjole til Sanne Nørholt.
Af redegørelsen i forbindelse med konkursen blev det oplyst, at Lars Nørholt i væsentligt omfang vurderedes at have overtrådt selskabsloven, bogføringsloven, årsregnskabsloven, momsloven mv., hvilket var baggrunden for at der blev anlagt en erstatningsansvarssag. Som følge af de mulige straffelovsovertrædelser og grove overtrædelser af speciallovgivningen, herunder bogføringsloven og skatte- og afgiftslovgivningen, blev der indledt sag om konkurskarantæne mod Lars Nørholt.

Ved konkursen blev sosu-assistenternes og politibetjentenes pensionskasse, PenSam, påført et tab på omkring 200 millioner kroner og i en artikel fra Berlingske udtalte bestyrelsesformand for PenSam og FOAs formand, Dennis Kristensen, at "på almindeligt portørdansk hedder det rent svindel" omkring det forhold at Lars Nørholt havde forsøgt at ændre sin direktørkontrakt med nye rettigheder og derefter tilbagedateret den.

## Retssagen vedrørende økonomisk kriminalitet
Statsadvokaten for Særlig Økonomisk og International Kriminalitet (SØIK) rejste den 10. april 2018 tiltale mod Lars Nørholt for, som den daværende direktør i Hesalight, at have begået omfattende økonomisk kriminalitet for 562 millioner kroner. Tiltalen omfattede bedrageri, dokumentfalsk, mandatsvig, skyldnersvig og momssvig af særlig grov beskaffenhed. Med denne tiltale mente Per Nikolaj Bukh, professor i økonomi og ledelse på Aarhus Universitet, at Hesalight-sagen ville skrive sig ind blandt de helt store danske erhvervsskandaler som PFA-sagen, Nordisk Fjer og IT Factory.
Lars Nørholt nægtede sig skyldig, men blev i Østre Landsret idømt syv års ubetinget fængsel, samt frakendt retten til at deltage i ledelsen af erhvervsvirksomheder. Strafudmålingen, men ikke skyldsspørgsmålet, blev anket til højesteret, der endte med at stadfæste dommen.

## Øvrigt
I 2020 udkom bogen Bag lyset – Hesalight og Lars Nørholt. Afsløringen af en erhvervsskandale af journalist Nicolaj Vorre, der beskriver historien om Lars Nørholt og Hesalight, som udviklede sig til en af danmarkshistoriens største svindelsager.